# Krvavec
Krvavec je gora v Kamniško-Savinjskih Alpah v občini Cerklje na Gorenjskem. Na njenem pobočju je istoimensko zimskošportno središče RTC Krvavec, ki je glavnemu mestu Slovenije najbližje smučišče (oddaljeno 25 km).
Gora je od daleč razpoznavna tudi po stometrskem železobetonskem stolpu, oddajniku RTV Slovenija. Dostop do smučišča je s kabinsko žičnico, v mesecih brez snežne odeje pa je dostopen tudi po pretežno asfaltirani cesti iz Cerkelj preko Ambroža pod Krvavcem.

## Izvor imena
Po ljudskem izročilu je ime nastalo v času turških vpadov. Pripoved pravi, da so domačini v zelo slabem vremenu pod pretvezo spravili Turke v prepadne stene Kokrškega grebena. Ker je bilo to za napadalce usodno, naj bi ime izhajalo in spominjalo na tedaj velike količine prelite krvi. 
Druga, ki je bolj razširjena v dolini, pa pripoveduje o ajdovskih deklicah, lepih velikankah, ki so ju lovili Pesjani in sta se pred njimi zatekli visoko v planine. Pesjani so ubili njunega očeta in razdrli njegov grad v Komendskem Borštu. Bridko sta jokali, da je v nižavo pridrl krvav potok solza. Odtod ime Krvavec.

## Smučišče Krvavec
Sklop smučarskih prog je na nadmorski višini od 1450 m do 1971 m, v skupni izmeri ima 26 km urejenih smučarskih prog. V povprečju omogoča 100 smučarskih dni letno. Za najmlajše je urejen vrtec na snegu ob vlečnici Luža, prav tako pa je tam postavljenih nekaj objektov za deskarje na snegu.

### Smučarske naprave
| ime naprave    | Tip žičnice    |
| -------------- | -------------- |
| Gospinca       | enosedežnica   |
| Tiha dolina    | štirisedežnica |
| Križka planina | dvosedežnica   |
| Vrh Krvavca    | šestsedežnica  |
| Njivice I      | dvosedežnica   |
| Njivice II     | dvosedežnica   |
| Zvoh           | šestsedežnica  |
| Luža           | vlečnica       |
| Kržišče A      | vlečnica       |
| Kržišče B      | vlečnica       |

### Zgodovina smučišča
Prvo žičnico so slovesno odprli 2. avgusta 1958. Naprava, ki je bila sprva namenjena za prevoz lesa na Kočevskem, se je po spletu naključij znašla na Gorenjskem. Naročnik je bil avtobusni prevoznik SAP, izdelalo pa jo je podjetje Žičnica Ljubljana, brez jasne vizije, kaj naj bi turisti na Krvavcu počeli. Potnike je iz doline v Zanjivcu do dna krvavške planine na Gospincu peljala 17 minut. Enovrvna odklopna žičnica je bila za tiste čase zelo napredna naprava, saj je v enem združevala nosilno in vlečno jeklenico, saj je bil takrat prevladujoči način gradnje sorodnih naprav z ločenima vrvema (primer je leto starejša vzpenjača na Pohorju). Imela je 20 dvosedežnih kabin in 40 dvosedežnih odprtih sedežev. Eden izmed konstruktorjev te odlopne naprave je bil tudi inženir Stanko Bloudek. Žičnica je obratovala do leta 1973, ko jo je zamenjala novejša kabinska žičnica francoske izdelave. 
Pri gradnji prvega radiotelevizijskega oddajnika in planinski doma so za prevoz težkih tovorov postavili preprosto tovorno žičnico, ki je bila nato preurejena v smučarsko, z zmogljivostjo vsega 120 smučarjev na uro.
Leta 1966 so postavili vlečnico od Tihe doline do Njivic in enosedežnico Gospinca do Doma na Krvavcu, ki prenovljena obratuje še danes. Leta 1970 so predali namenu dvosedežnico Tiha dolina, ki jo je v zimi 2009 nadomestila sodobna štirisedežnica. Leta 1968 je smučarske proge pričel utrjevati prvi teptalni stroj. 
Leta 1973 so ustanovili Konzorcij za gradnjo RTC Krvavec. Rezultat je bila nova kabinska žičnica z ovalnimi kabinami francoskega podjetja Poma, priljubljeno imenovanimi jajčka. Naprava je delovala 26 let, do leta 1999, ko je postala ozko grlo in jo je nadomestila obstoječa kabinska žičnica. Leta 1973 so odprli dvosedežnico Vrh Krvavca (nova šestsedeženica jo je nadomestila leta 2006), vlečnico do Podgradišča, Luže in Njivic (obe stari napravi je leta 1989 nadomestila dvosedežnica Njivice I, tri leta kasneje tudi dvosedežnica Njivice II). Konec 70. let so smučišče razširili do Križke planine, kjer so izročili namenu dvosedežnico ter dve vlečnici na Kržišče. Tedaj je pričela obratovati še najvišja dvosedežnica na Krvavcu, dvosedežnica Zvoh, ki ima zgornjo postajo na 1971 metrih nad morjem. Danes ima celotno smučišče urejeno umetno zasneževanje. Leta 2023 so zamenjali dvosedežnico na Zvoh s šestsedežnico.